# Rubus parviflorus
Rubus parviflorus es una especie del género Rubus nativa de las regiones templadas de América del Norte. Produce un fruto rojo comestible similar en apariencia a una frambuesa, pero más corto, casi esférico. Debido a que la fruta no se conserva bien por mucho tiempo, no se ha desarrollado comercialmente para el mercado minorista de bayas, sino que se cultiva para paisajes. La planta tiene grandes hojas difusas y sin espinas.

## Distribución
Rubus parviflorus es originaria del oeste de América del Norte desde Alaska hacia el sur hasta California, Nuevo México, Chihuahua y San Luis Potosí. Su rango se extiende hacia el este hasta las Montañas Rocosas y de manera discontinua hasta la Región de los Grandes Lagos. Crece desde el nivel del mar en el norte, hasta elevaciones de 3000 m en el sur.

## Ecología
R. parviflorus generalmente crece a lo largo de los bordes de las carreteras, vías férreas y en claros de bosques, apareciendo comúnmente como una parte temprana de la sucesión ecológica en áreas despejadas y de incendios forestales.
Se encuentra en sotobosques forestales con asociados típicos de flora, incluidos el helecho costero (Dryopteris arguta), Trillium ovatum y Smilacina racemosa.

## Descripción

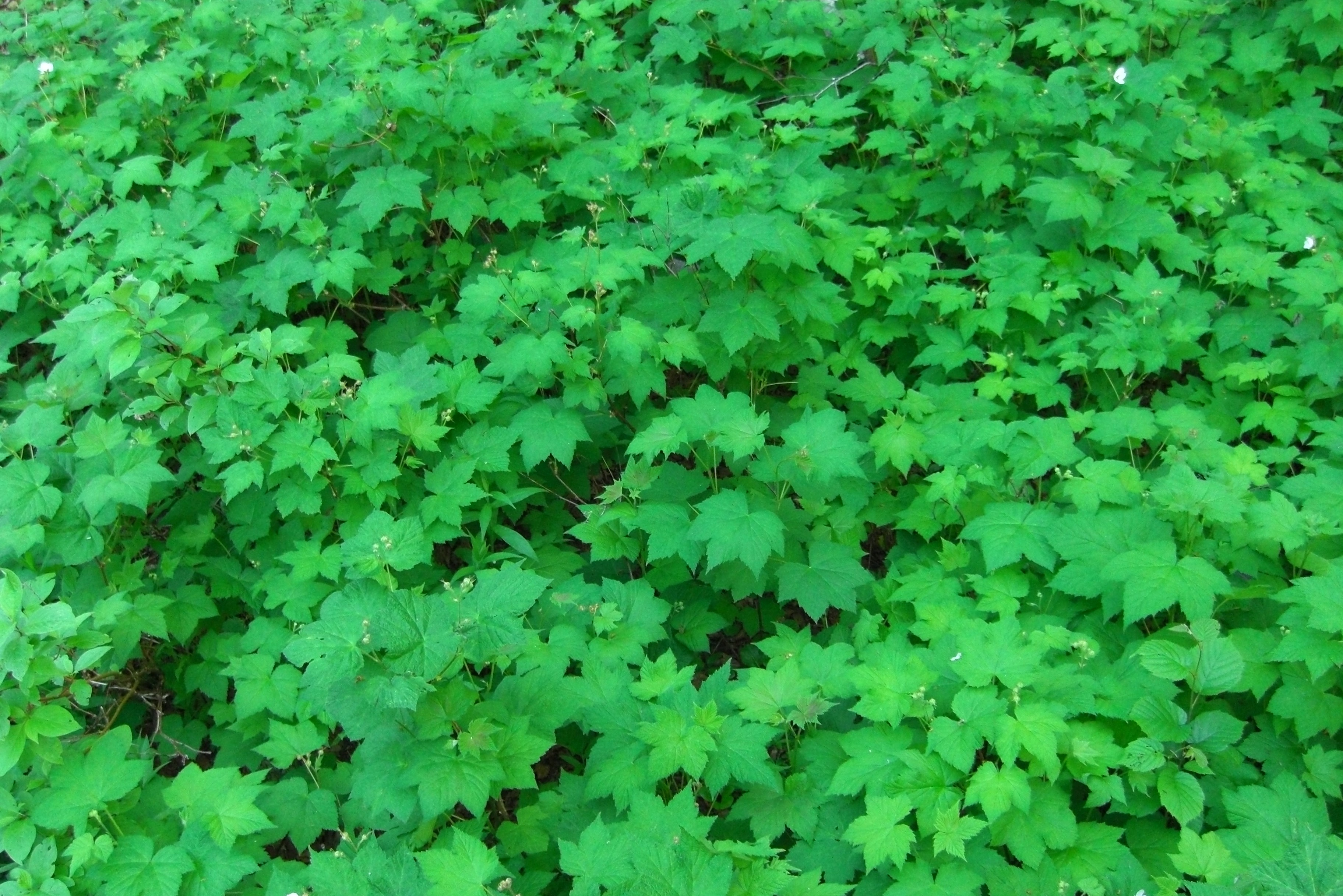
Textura del follaje de Rubus parviflorus

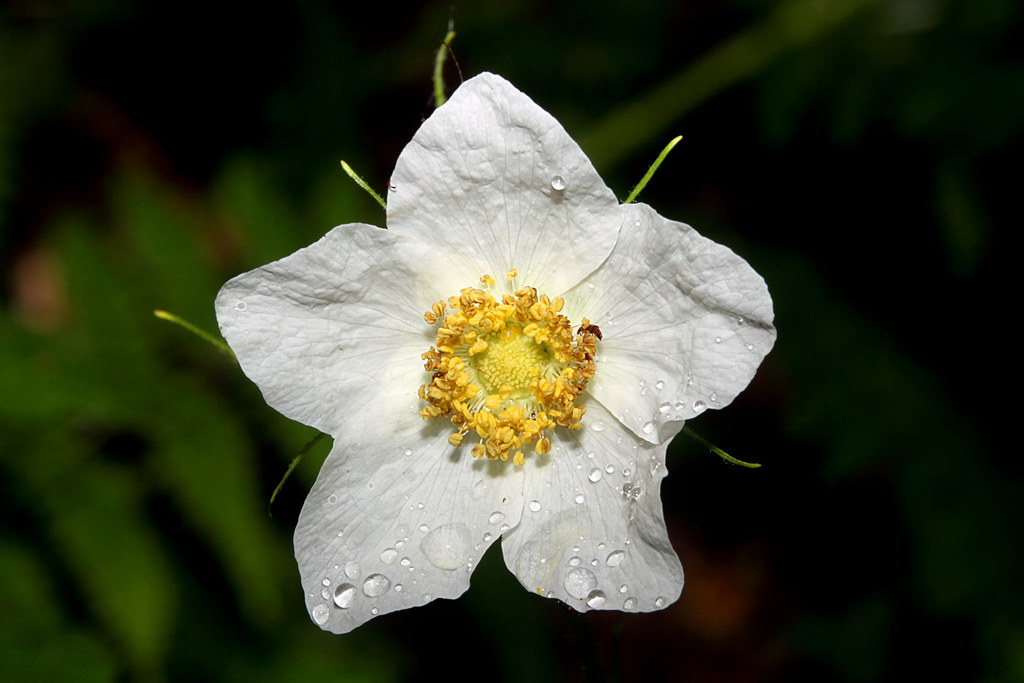
Flor

Rubus parviflorus es un arbusto denso de hasta 2.5 metros de altura con tallos de no más de 1.5 centímetros de diámetro, que a menudo crece en grandes grupos que se extienden a través del rizoma subterráneo de la planta. A diferencia de muchos otros miembros del género, no tiene espinas. Las hojas son palmeadas, de hasta 20 centímetros de ancho (mucho más grandes que la mayoría de las otras especies de Rubus), con cinco lóbulos; son de textura suave y difusa. La tribu Concow llama a la planta wä-sā’(idioma konkow).

### Flores
Las flores son de 2 a 6 centímetros de diámetro, con cinco pétalos blancos y numerosos estambres de color amarillo pálido. La flor de esta especie se encuentra entre las más grandes de todas las especies de Rubus, por lo que su nombre en latín parviflorus ("flores pequeñas") es un nombre inapropiado.

### Fruto

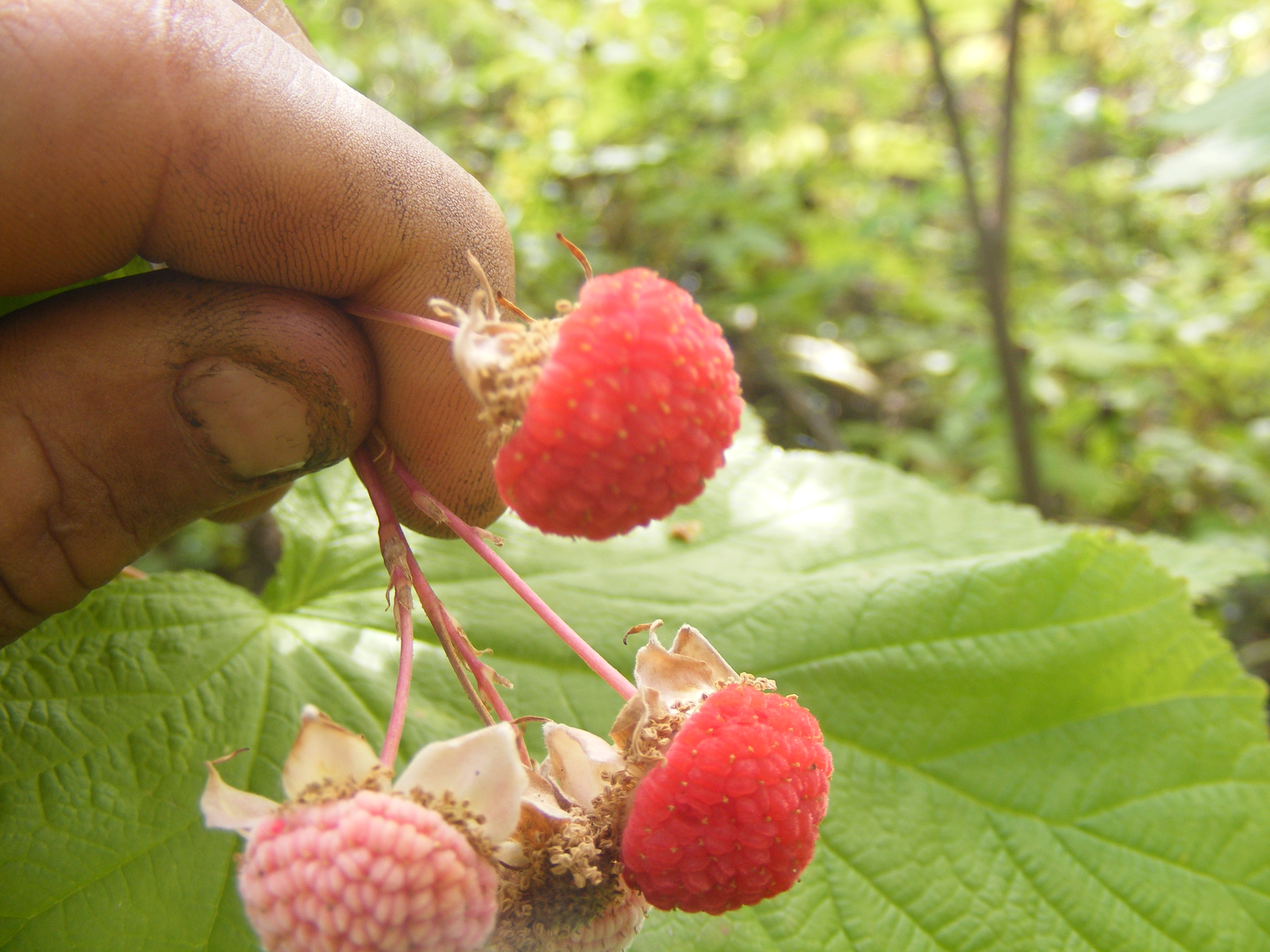
Fruto

La planta produce frutos compuestos comestibles de aproximadamente un centímetro de diámetro, que maduran a un rojo brillante a mediados o finales del verano. Al igual que las frambuesas, no es una verdadera baya, sino un fruto agregado de numerosas drupeletas alrededor de un núcleo central. Las drupeletas pueden retirarse cuidadosamente intactas, por separado del núcleo, cuando se recogen, dejando una fruta hueca que se asemeja a un dedal, tal vez dando nombre en inglés a la planta (thimbleberry que se traduce como baya dedal).

## Usos

### Cocina
Las bayas son más planas y suaves (más frágiles) que las frambuesas, pero de manera similar tienen muchas semillas pequeñas. Debido a que la fruta es tan blanda, no se empaca ni se envía bien, por lo que rara vez se cultivan comercialmente.
Sin embargo, se pueden comer crudos o secos (el contenido de agua de las bayas maduras es bastante variable) y se pueden convertir en una mermelada que se vende como un manjar local en algunas partes de su rango, especialmente en Keweenaw Península del Alto Michigan. La mermelada se hace comúnmente combinando volúmenes iguales de bayas y azúcar e hirviendo la mezcla durante dos minutos antes de empacarla en frascos. Sin azúcar, las bayas cocidas, con un distintivo sabor agridulce, se mantienen durante unos días en el refrigerador.

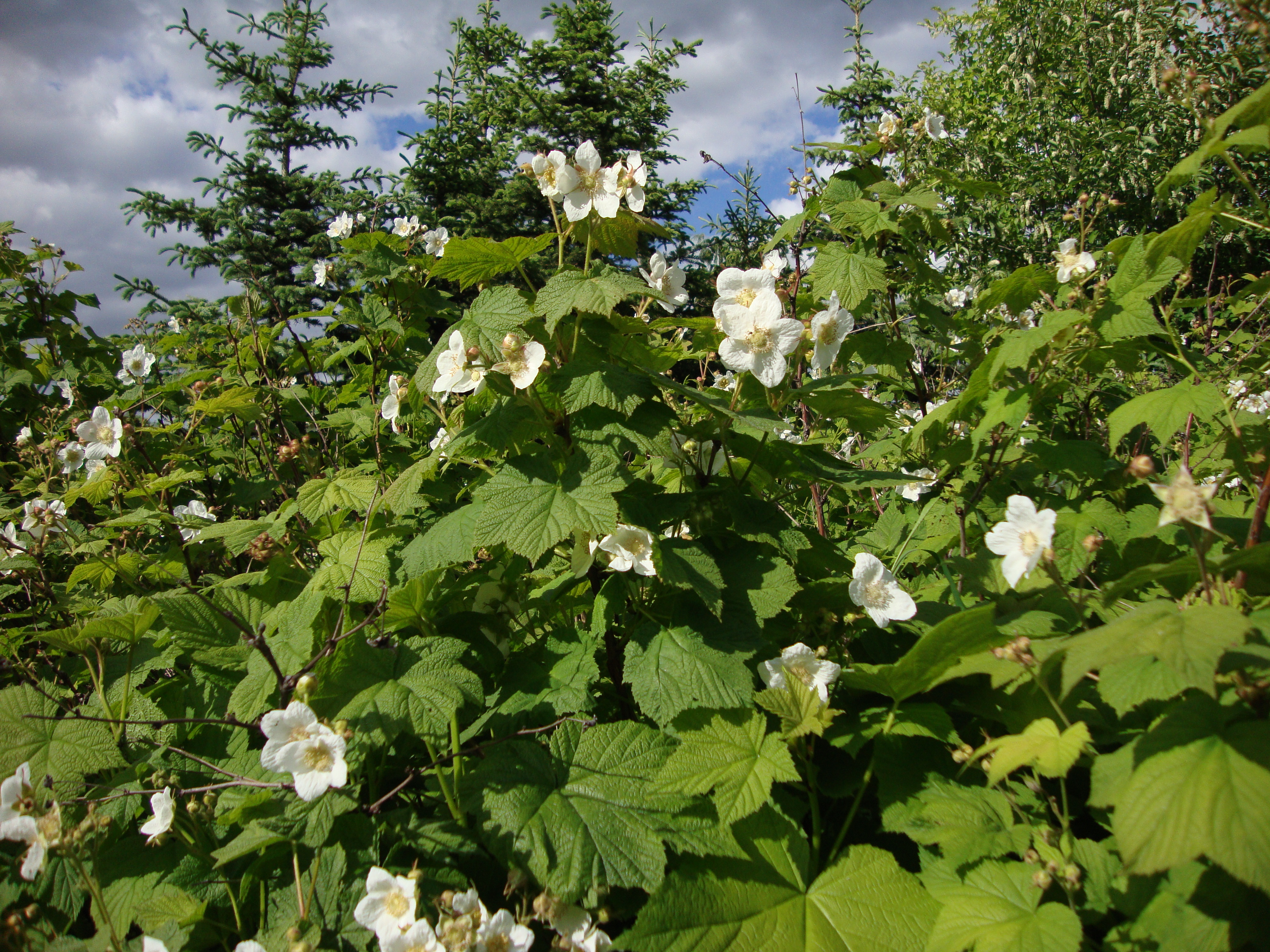
Planta cultivada en la Universidad de Helsinki en Finlandia

### Cultivo con fines ornamentales
Rubus parviflorus es cultivado por viveros especializados como planta ornamental, utilizada en jardines tradicionales, plantas nativas y jardines de vida silvestre, en el diseño de paisajismo natural y en proyectos de restauración de hábitats. La fruta tiene fragancia. Las plantas pueden propagarse con mayor éxito plantando segmentos de rizomas inactivos, así como a partir de semillas o esquejes de tallo.
Las flores son compatibles con los polinizadores, incluso de valor especial para las abejas nativas, las abejas melíferas y los abejorros.  La fruta es atractiva para varias aves y mamíferos, incluidos los osos. Es un huésped larval y una fuente de néctar para la polilla esfinge de bandas amarillas.

#### Cultivares
Los cultivares de la planta se seleccionan por sus cualidades ornamentales, como por sus flores fragantes y / o su atractivo color de follaje de otoño.
Iva Angerman (1903–2008) de West Vancouver descubrió una forma de flor doble del R. parviflorus cerca de Squamish, Columbia Británica. Este clon no parece estar en el comercio, pero se cultiva en el Jardín Botánico de la Universidad de Columbia Británica, Vancouver, y en el Jardín de plantas nativas del Museo Real de Columbia Británica, Victoria.

### Medicina tradicional
Muchas partes de la planta fueron utilizadas en la medicina popular por los nativos americanos. Se pensaba que un té hecho de sus hojas o raíces era un tratamiento para heridas, quemaduras, acné o problemas digestivos. A partir de 2019, no hay evidencia de la investigación o práctica clínica moderna de que Rubus parviflorus sea efectivo para tratar cualquier enfermedad.
Las hojas pueden usarse como "papel higiénico" cuando están en el desierto.